# Litchfield (Nebraska)
Litchfield és una població dels Estats Units a l'estat de Nebraska. Segons el cens del 2000 tenia 280 habitants.

## Demografia
Segons el cens del 2000, Litchfield tenia 280 habitants, 124 habitatges, i 81 famílies. La densitat de població era de 360,4 habitants per km².
Dels 124 habitatges en un 26,6% hi vivien nens de menys de 18 anys, en un 55,6% hi vivien parelles casades, en un 5,6% dones solteres, i en un 33,9% no eren unitats familiars. En el 31,5% dels habitatges hi vivien persones soles el 21% de les quals corresponia a persones de 65 anys o més que vivien soles. El nombre mitjà de persones vivint en cada habitatge era de 2,26 i el nombre mitjà de persones que vivien en cada família era de 2,79.
Per edats la població es repartia de la següent manera: un 23,2% tenia menys de 18 anys, un 5% entre 18 i 24, un 25,7% entre 25 i 44, un 20% de 45 a 60 i un 26,1% 65 anys o més.
L'edat mediana era de 42 anys. Per cada 100 dones de 18 o més anys hi havia 85,3 homes.
La renda mediana per habitatge era de 29.688 $ i la renda mediana per família de 31.806 $. Els homes tenien una renda mediana de 25.313 $ mentre que les dones 16.042 $. La renda per capita de la població era de 12.986 $. Aproximadament el 10,8% de les famílies i el 18,2% de la població estaven per davall del llindar de pobresa.

## Poblacions més properes
El següent diagrama mostra les poblacions més properes.